# Dydelf wielkouchy
Dydelf wielkouchy (Didelphis aurita) – gatunek ssaka z podrodziny dydelfów (Didelphinae) w obrębie rodziny dydelfowatych (Didelphidae).

## Taksonomia
Gatunek po raz pierwszy zgodnie z zasadami nazewnictwa binominalnego holenderski zoolog Coenraad Jacob Temminck nadając mu nazwę Didelphis azarae, jednak nazwa ta nie była od 1824 roku używana dla D. aurita, a wręcz przeciwnie była stosowana powszechnie na określenie Didelphis albiventris, dlatego nie stosuje się jej dla D. aurita aby uniknąć niepotrzebnej niestabilności i zamieszania. W 1826 roku niemiecki przyrodnik Maximilian zu Wied-Neuwied opisał nowe zwierzę nadając mu nazwę Didelphys aurita która jest używane do obecnych czasów (jako Didelphis aurita). Miejsce typowe to „Villa Viçosa” (obecnie Nova Viçosa: 18°S 39°W/-17,880000 -39,370000), blisko poziomu morza, obszar rzeki Peruipe, Bahia, Brazylia. Okaz typowy (lektotyp wyznaczony w 1965 przez brazylijskiego teriologa Fernando Diasa de Avilę-Piresa) to skóra i czaszka dorosłego samca o sygnaturze AMNH 836, ze zbiorów Amerykańskiego Muzeum Historii Naturalnej, odłowiony przez Maximiliana zu Wied-Neuwieda.
Didelphis aurita jest zaliczany do grupy gatunków marsupialis. W obrębie tego, co jest obecnie uznawane za D. aurita, może występować wiele gatunków, ponieważ istnieje duża rozbieżność genetyczna między okazami z południowej i południowo-wschodniej Brazylii na podstawie analiz opartych na danych mitochondrialnych C01. Autorzy Illustrated Checklist of the Mammals of the World uznają ten gatunek za monotypowy.

### Etymologia
- Didelphis: gr. δι- di- ‘podwójny’, od δις dis ‘dwukrotny’, od δυο duo ‘dwa’; δελφύς delphys ‘łono, macica’[19].
- aurita: łac. auritus ‘uszaty, długouchy’, od auris ‘ucho’[20].

## Zasięg występowania
Dydelf wielkouchy występuje we wschodniej Brazylii, od Pernambuco na południe do południowo-wschodniego Paragwaju i północno-wschodniej Argentyny (Misiones).

## Morfologia
Długość ciała 31–39 cm, długość ogona 31–37 cm; masa ciała 0,7–1,5 kg. Gatunek ten posiada charakterystyczną ciemną linię wzdłuż czoła. Posiada nieowłosione czarne uszy. Posiada ciemno żółtą sierść, z ciemnymi akcentami na końcach. Posiadają chwytny ogon.

## Ekologia

### Rozmnażanie
Sezon rozmnażania się trwa od lipca do marca, a ciąża trwa około 14 dni. Matka opiekuje się młodymi maksymalnie do 100 dni. W jednym sezonie mogą się urodzić 2-3 miotów, w każdym średnio po 7 młodych.

### Odżywianie
Odżywiają się głównie stawonogami, bezkręgowcami oraz owocami. Owoce jedzą zwykle podczas pory deszczowej. Czasami zjadają także małe kręgowce.

### Tryb życia
Preferują nocny i samotny tryb życia. Występuje głównie na lądzie, jednak dzięki silnym kończyną, z łatwością może się wspinać na drzewa. Żyją około 2 lat w naturalnym środowisku oraz do 7 lat w niewoli. Ich naturalnymi wrogami są drapieżniki lasów deszczowych takie jak: puma, ocelot oraz różnego rodzaju węże.

## Status zagrożenia
W Czerwonej księdze gatunków zagrożonych Międzynarodowej Unii Ochrony Przyrody i Jej Zasobów został zaliczony do kategorii LC (ang. least concern „najmniejszej troski”).